# Vittoria (Schiff, 1918)
Die Vittoria, auch HMS Vittoria, war ein Zerstörer der Admiralty V-Klasse der britischen Marine der 1918 in Dienst gestellt wurde. Der Zerstörer wurde in der Ostsee während des Russischen Bürgerkriegs eingesetzt und am 1. September 1919 von einem sowjetischen U-Boot nahe Kronstadt versenkt.

## Geschichte des Schiffes
Im Jahr 1916 erhielt die Werft Swan, Hunter & Wigham Richardson Ltd in Wallsend den Auftrag für drei Schiffe der V-Klasse, die als Vimiera, Violent und Vittoria fertiggestellt wurden.
Die Werft hatte erstmals 1910 mit der Hope der Acorn-Klasse einen Zerstörer an die Royal Navy geliefert. Bis zum Beginn des Ersten Weltkriegs folgten sechs weitere Aufträge. Im Rahmen des Kriegsbauprogramms wurde die Werft ein Hauptauftragnehmer für den Bau von Zerstörern und hatte bis zum Ende 1916 Aufträge für neun Zerstörer der M-Klasse und sechs der R-Klasse erhalten.
Die Vittoria erhielt ihren Namen zu Ehren des Siegs Wellingtons 1813 in der Schlacht von Vitoria. Der Stapellauf des Neubaus mit der Nummer 1047 erfolgte am 29. Oktober 1917 und am 9. März 1918 wurde der Zerstörer abgeliefert. Er war ein Zerstörer der V-Klasse, allerdings mit Parsons-Dampfturbinen, während die Mehrzahl der Schiffe der Klasse Brown-Curtis-Dampfturbinen erhielt. Auch gehörte der Zerstörer zu den acht Schiffen der Klasse, die für einen Einsatz als Minenleger vorbereitet waren.

### Erste Einsätze
Die Vittoria wurde mit der Kennung G.05 im März 1918 der „13th Destroyer Flotilla“ bei der Grand Fleet zugeteilt, die zu diesem Zeitpunkt über zwei Flottillenführer und 21 Zerstörer, davon neun der V- und W-Klasse, verfügte. Im Herbst wurde der Zerstörer zu einem schnellen Minenleger umgerüstet. Er gab dazu sein 102-mm-Heckgeschütz und den hinteren Torpedorohrsatz ab und konnte jetzt 60 Minen mitführen. Ab Oktober 1918 führte der Zerstörer dann die Kennung F.96.

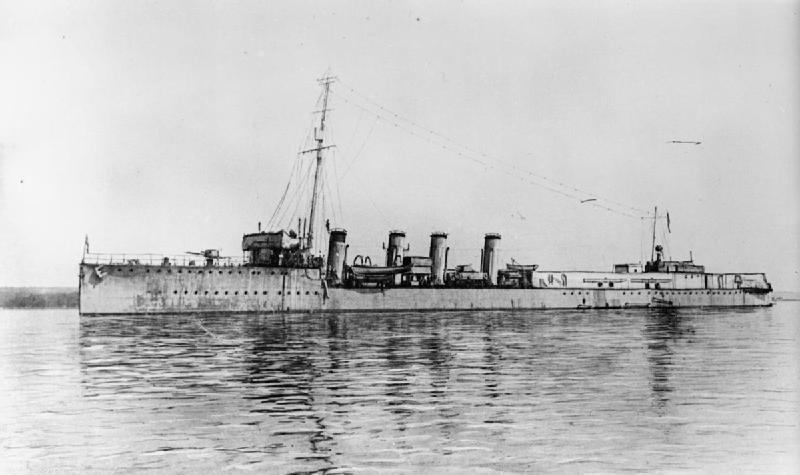
Der Flottillenführer Abdiel

Er kam dann nach dem Kriegsende im Dezember 1918 zur „20th Destroyer Flotilla“ in Immingham, die zu dieser Zeit über die Flottillenführer Abdiel und Gabriel, mit Tarpon und Telemachus über zwei Zerstörer der R-Klasse sowie die vier V-Zerstörer Vanoc, Vanquisher, Venturous und Vittoria verfügte.

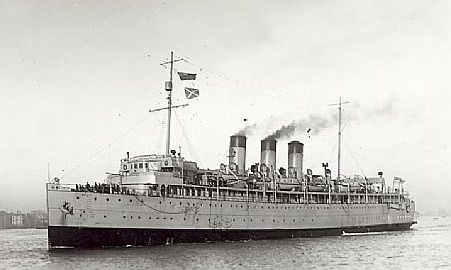
Der Minenleger Princess Margaret

1919 gehörte die Vittoria zu den britischen Einheiten, die in der Ostsee die neugegründeten Baltischen Staaten schützten und die Rote Flotte bekämpften. Von der „20th Flotilla“ wurde der Flottillenführer Abdiel mit den vier V-Zerstörern Ende Juni 1919 in die Ostsee entsandt. Basis für ihren Einsatz wurden Tallinn und Björkö nahe Wyborg. Die Schiffe der „20th Flotilla“ sollten mit dem Minenleger Princess Margaret Minenfelder zwischen Finnland und Estland quer über den Finnbusen verlegen, um eine Eingreifen der sowjetischen Baltischen Flotte in die Entwicklung der neuen Staaten weitgehend auszuschließen.

### Der Verlust derVittoria
Am Sonntag, dem 31. August 1919 gingen die Abdiel und die Vittoria nach einer Routinekontrollfahrt am Abend bei der damals finnischen Insel Seiskari vor Anker. Das sowjetische U-Boot Pantera der Bars-Klasse hatte das Verhalten der Überwachungszerstörer schon seit über einem Tag beobachtet und griff in der Nacht die Zerstörer mit zwei Torpedos an.
Einer traf die Vittoria, die sofort zu sinken begann. An Bord des Schiffes befand sich nur ein Teil der Mannschaft, die fast vollständig von Booten der Abdiel aus dem Wasser gerettet wurde. Nur acht Seeleute kamen ums Leben. Kommandant des Schiffes war Vernon Hammersley-Heenan (1888–1954), der zuvor den Zerstörer Vehement, den einzigen Verlust der Klasse im Weltkrieg, bis zu dessen Untergang kommandiert hatte, den bei beiden Verlusten keine Schuld traf.
Das U-Boot Pantera zog sich nach seinen Torpedoschüssen sofort zurück. Es hatte den ersten Erfolg eines sowjetischen U-Boots erzielt und das bislang größte gegnerische Kriegsschiff versenkt. Navigationsoffizier des U-Boots war der spätere Konteradmiral Berg. Das Boot wurde ein Tradititionsboot der Baltischen Rotbannerflotte und blieb bis 1941 erhalten.